# 45. ceremonia wręczenia nagród Brytyjskiej Akademii Filmowej
45. ceremonia rozdania nagród Brytyjskiej Akademii Sztuk Filmowych i Telewizyjnych.
Najwięcej statuetek (po 4) otrzymały filmy The Commitments i Cyrano de Bergerac.

## Nominacje
Laureaci oznaczeni są wytłuszczeniem

### Najlepszy film
- Roger Randall-Cutler, Lynda Myles, Alan Parker – The Commitments
- Edward Saxon, Kenneth Utt, Ronald M. Bozman, Jonathan Demme – Milczenie owiec
- Kevin Costner, Jim Wilson – Tańczący z wilkami
- Mimi Polk Gitlin, Ridley Scott – Thelma i Louise

### Najlepszy film zagraniczny
- Michael Verhoeven – Okropna dziewczyna
- René Cleitman, Jean-Paul Rappeneau, Michel Seydoux – Cyrano de Bergerac
- Thierry de Ganay, Patrice Leconte – Mąż fryzjerki
- Pierre Drouot, Jaco Van Dormael, Dany Gays – Toto bohater

### Najlepszy aktor
- Anthony Hopkins − Milczenie owiec
- Kevin Costner − Tańczący z wilkami
- Gérard Depardieu − Cyrano de Bergerac
- Alan Rickman − Głęboko, prawdziwie, do szaleństwa

### Najlepsza aktorka
- Jodie Foster − Milczenie owiec
- Geena Davis − Thelma i Louise
- Susan Sarandon − Thelma i Louise
- Juliet Stevenson − Głęboko, prawdziwie, do szaleństwa

### Najlepszy aktor drugoplanowy
- Alan Rickman − Robin Hood: Książę złodziei
- Alan Bates − Hamlet
- Derek Jacobi − Umrzeć powtórnie
- Andrew Strong − The Commitments

### Najlepsza aktorka drugoplanowa
- Kate Nelligan − Frankie i Johnny
- Annette Bening − Naciągacze
- Amanda Plummer − Fisher King
- Julie Walters − Stepping Out

### Najlepsza reżyseria
- Alan Parker − The Commitments
- Kevin Costner − Tańczący z wilkami
- Jonathan Demme − Milczenie owiec
- Ridley Scott − Thelma i Louise

### Najlepszy scenariusz oryginalny
- Anthony Minghella − Głęboko, prawdziwie, do szaleństwa
- Richard LaGravenese − Fisher King
- Callie Khouri − Thelma i Louise
- Peter Weir − Zielona karta

### Najlepszy scenariusz adaptowany
- Dick Clement, Ian La Frenais, Roddy Doyle − The Commitments
- Jean-Paul Rappeneau, Jean-Claude Carrière − Cyrano de Bergerac
- Ted Tally − Milczenie owiec
- Michael Blake − Tańczący z wilkami

### Najlepsze zdjęcia
- Pierre Lhomme − Cyrano de Bergerac
- Tak Fujimoto − Milczenie owiec
- Dean Semler − Tańczący z wilkami
- Adrian Biddle − Thelma i Louise

### Najlepsze kostiumy
- Franca Squarciapino − Cyrano de Bergerac
- Colleen Atwood − Edward Nożycoręki
- John Bloomfield − Robin Hood: Książę złodziei
- Theodor Pištěk − Valmont

### Najlepszy dźwięk
- Lee Orloff, Tom Johnson, Gary Rydstrom, Gary Summers − Terminator 2: Dzień sądu
- Skip Lievsay, Christopher Newman, Tom Fleischman − Milczenie owiec
- Jeffrey Perkins, Bill W. Benton, Gregory H. Watkins, Russell Williams II − Tańczący z wilkami
- Clive Winter, Eddy Joseph, Andy Nelson, Tom Perry, Steve Pederson − Roztańczony buntownik

### Najlepszy montaż
- Gerry Hambling − The Commitments
- Craig McKay − Milczenie owiec
- Neil Travis − Tańczący z wilkami
- Thom Noble − Thelma i Louise

### Najlepsze efekty specjalne
- Stan Winston, Dennis Muren, Gene Warren Jr., Robert Skotak – Terminator 2: Dzień sądu
- Stan Winston − Edward Nożycoręki
- Frans Wamelink, Eve Ramboz, Masao Yamaguchi − Księgi Prospera
- Allen Hall, Scott Farrar, Clay Pinney, Mikael Salomon − Ognisty podmuch

### Najlepsza muzyka
- Jean-Claude Petit − Cyrano de Bergerac
- John Barry − Tańczący z wilkami
- Howard Shore − Milczenie owiec
- Hans Zimmer − Thelma i Louise

### Najlepsza charakteryzacja
- Jean-Pierre Eychenne, Michèle Burke − Cyrano de Bergerac
- Ve Neill − Edward Nożycoręki
- Fern Buchner, Katherine James, Kevin Haney − Rodzina Adamsów
- Francisco X. Pérez − Tańczący z wilkami

### Najlepsza scenografia
- Bo Welch − Edward Nożycoręki
- Ezio Frigerio − Cyrano de Bergerac
- Richard Macdonald − Rodzina Addamsów
- Joseph C. Nemec III − Terminator 2: Dzień sądu

## Podsumowanie
Laureaci

Nagroda / Nominacja
- 4 / 6 – The Commitments
- 4 / 8 – Cyrano de Bergerac
- 2 / 3 – Terminator 2: Dzień sądu
- 2 / 9 – Milczenie owiec
- 1 / 2 – Robin Hood: Książę złodziei
- 1 / 3 – Głęboko, prawdziwie, do szaleństwa
- 1 / 4 – Edward Nożycoręki

Przegrani
- 0 / 2 – Rodzina Addamsów
- 0 / 8 – Thelma i Louise
- 0 / 9 – Tańczący z wilkami